# Alma Mahler-Werfel
Alma Maria Mahler-Werfel z domu Schindler (ur. 31 sierpnia 1879 w Wiedniu, zm. 11 grudnia 1964) – żona kompozytora i dyrygenta Gustava Mahlera, później architekta Waltera Gropiusa, a następnie pisarza Franza Werfla. W młodości znana była w kołach towarzyskich Wiednia ze swej urody. Towarzyszka życia kilku innych znanych osobistości. Jako nastolatka udzielała się muzycznie i skomponowała przynajmniej siedemnaście pieśni. W latach późniejszych jej salon odegrał istotną rolę w życiu artystycznym najpierw Wiednia, a później Los Angeles.

## Lata młodzieńcze
Alma Schindler urodziła się w Wiedniu w czasach monarchii austro-węgierskiej. Była córką Emila Jakoba Schindlera, znanego malarza pejzażysty, i śpiewaczki Anny Sofie Bergen. W dniu ślubu 4 lutego 1879 roku Anna Schindler była już w trzecim miesiącu ciąży. Z powodu trudnej sytuacji finansowej młoda para musiała dzielić swoje mieszkanie z kolegą Schindlera, artystą Juliusem Victorem Bergerem, z którym po narodzinach Almy Anna Schindler nawiązała romans. Z dużym prawdopodobieństwem Berger jest ojcem siostry Almy, Margarethe Julie, która przyszła na świat 16 sierpnia 1880 roku.
W lutym 1881 roku Schindler otrzymał nagrodę artystyczną Reichel-Künstlerpreis (a wraz z nią 1500 guldenów), dzięki której skończyły się trudne warunki finansowe rodziny. Posypały się zlecenia i sprzedaż obrazów, co umożliwiło rodzinie przeprowadzenie się w 1885 roku do posiadłości w Plankenbergu w Lesie Wiedeńskim. Dzięki zleceniu arcyksięcia Rudolfa w roku 1887 Schindler stał się jednym z najbardziej znanych malarzy monarchii. W tym samym roku został honorowym członkiem Akademii Sztuk Pięknych w Wiedniu.
Po przedwczesnej śmierci ojca w 1892 roku matka wyszła za mąż za byłego ucznia swego zmarłego męża, Carla Molla, który był współzałożycielem Secesji Wiedeńskiej.
W młodości Alma nawiązała wiele przyjaźni z artystami nurtu Secesji. Miała wiele romansów, między innymi z Gustavem Klimtem, Maxem Burckhardem, dyrektorem teatru, a także kompozytorem, Alexandrem von Zemlinskym.

## Romans z Alexandrem von Zemlinskym
Zemlinsky’ego poznała w lutym 1900 roku podczas spotkania towarzyskiego w Villa Spitzer w Hohen Warte niedaleko Wiednia. Od roku 1900 uczęszczała do niego na lekcje kompozycji. 29-letni Zemlinsky był już wtedy nie tylko kapelmistrzem wiedeńskiego Carltheater, ale również wielką nadzieją sceny muzycznej Wiednia. Jako nauczyciel Zemlinsky często dawał Almie do zrozumienia, że jest bardzo niedoświadczoną osobą w dziedzinie kompozycji, robi wiele błędów a komponowanie utworów wymaga wiele pracy. Z czasem jednak pomiędzy pewną siebie i atrakcyjną Almą a introwertycznym i nieatrakcyjnym Zemllinskim zrodziło się burzliwe uczucie. Alma podziwiała jego inteligencję i muzykę, nie urodę. Zemlinsky zadedykował jej „Pięć pieśni” op. 7, skomponowane w 1899 roku.

## Małżeństwo z Gustavem Mahlerem
7 listopada 1901 roku Alma Schindler poznała kompozytora, dyrygenta i dyrektora Opery Wiedeńskiej, Gustava Mahlera. Mahler zakochał się jeszcze tego wieczoru w tej młodej, pewnej siebie kobiecie, której oświadczył się 28 listopada. Rodzina Almy starała się ją odciągnąć od tego związku. Mahler był dziewiętnaście lat starszy i do tego nieuleczalnie chory.
W tym czasie Alma była jeszcze związana z Zemlinskym. 12 grudnia napisała jednak do niego, że inna miłość wyparła go z jej życia. W tym samym czasie pisała listy miłosne do Mahlera, który przebywał w Berlinie z okazji wykonania swojej 4 Symfonii. Zapiski w jej Dzienniku świadczą też o jej niepewności co do tego związku.
Także Mahler w listach do swojej siostry Justine wyrażał wątpliwości, czy związanie się z tak młodą osobą jest właściwe. Z Drezna wysłał do swej narzeczonej dwudziestostronicowy list, w którym opisywał ich wspólne przyszłe życie.
23 grudnia zaręczyli się, a 9 marca 1902 roku pobrali w Karlskirche w Wiedniu. Ślub był skromny. Oprócz młodej pary obecni byli świadkowie: Carl Moll i Arnold Rosé, szwagier Mahlera.

### Lata małżeństwa z Mahlerem
2 listopada 1902 roku przyszła na świat ich pierwsza córka, Maria.
Wychodząc za mąż za Gustava, Alma miała wyrzec się swego zainteresowania komponowaniem i muzyką. Przejęła rolę czułej żony i gorącej zwolenniczki muzyki Gustava. Życie z Mahlerem wyglądało zupełnie inaczej niż życie w jej domu rodzinnym. Mahler unikał towarzystwa i ściśle trzymał się swojego rozkładu dnia. Z dzienników Almy wynika, że była samotna i znudzona, czuła się zdegradowana do roli pani domu.
Odczuć tych nie zmieniło również przyjście na świat 15 czerwca 1904 roku drugiej córki, Anny Justyny. W roku 1904 za wiedzą i zgodą Mahlera, który to również finansował, spotykała się Alma regularnie z Zemlinskym na wspólnym muzykowaniu. Nie trwało to jednak długo.
Mahler nie znalazł w Almie towarzyszki swego życia. Rozłam w małżeństwie spotęgował flirt Almy z Hansem Pfitznerem, kolegą Mahlera.
12 lipca 1907 roku zmarła na dyfteryt Maria, starsza córka Mahlerów. W tym samym czasie u Mahlera zdiagnozowano wadę serca. Te dwie wiadomości pogłębiły już i tak istniejący kryzys małżeński. Aby wyleczyć się z głębokiej depresji po śmierci dziecka, Alma Mahler wyjechała do uzdrowiska. W tym czasie Mahler przebywał na koncertach w Helsinkach i Sankt Petersburgu.
Z powodu konfliktów z muzykami opery oraz złej prasy w 1907 roku Mahler zrezygnował z pozycji dyrygenta Opery Wiedeńskiej i w grudniu wyjechał z Almą do Nowego Jorku, gdzie podpisał kontrakt na pracę w Metropolitan Opera. Sam wyjazd z Wiednia był bardzo spektakularny. Jak wspomina Alma, na Dworzec Zachodni przyszło około dwustu osób, aby ich pożegnać, w tym Arnold Schönberg, Alban Berg, Anton Webern, Gustav Klimt, Carl Moll i Arnold Rosé.
Po trzecim pobycie w USA, który trwał od listopada 1909 do kwietnia 1910 roku, Alma powróciła do Austrii. Udała się wraz z pięcioletnią córką i jej guwernantką do Tobelbad, małego, lecz modnego wówczas uzdrowiska w Styrii. Poznała tam Waltera Gropiusa, jeszcze wtedy nikomu nieznanego architekta. W czerwcu 1910 roku nawiązali romans, o którym kilka tygodni później dowiedział się Mahler. W ręce Mahlera wpadł list miłosny Gropiusa do Almy, który omyłkowo Gropius zaadresował do Gustava. Nastąpił kolejny kryzys małżeński.
Podczas ostatniej swojej wizyty w USA Mahler poważnie zachorował. 21 lutego 1911 roku, pomimo gorączki, dyrygował długi i męczący koncert, między innymi dzieł Felixa Mendelssohna Bartholdy’ego. Przez następne dni jego stan nie uległ poprawie – lekarze zdiagnozowali zapalenie wsierdzia, chorobę, której z początkiem XX wieku nie potrafiono wyleczyć. Alma wraz z mężem udali się do Instytutu Pasteura w Paryżu, gdzie potwierdzono tylko diagnozę amerykańskich lekarzy. 12 maja Alma i Gustav powrócili do Wiednia. Kilka dni później, 18 maja 1911 roku, Mahler zmarł.

## Romans z Oskarem Kokoschką
Alma Mahler poznała Oskara Kokoschkę przez swojego ojczyma, Carla Molla, który był mecenasem malarza. Carl Moll zlecił Kokoschce między innymi wykonanie portretu swojej pasierbicy. Na kolacji 12 kwietnia 1912 roku, Carl Moll przedstawił Almę malarzowi, który jeszcze tego wieczoru zakochał się we wdowie po Gustavie Mahlerze.
Dwa dni po tym wydarzeniu Kokoschka napisał do Almy pierwszy list miłosny, po którym nastąpiło kolejnych czterysta. Romans, który się między nimi nawiązał był bardzo silnie naznaczony zazdrością Kokoschki.
Kilka lat później, Alma określiła ten związek jako trzy lata miłosnej walki. Zazdrość Kokoschki nie dotyczyła tylko mężczyzn, z którymi spotykała się Alma, ale także zmarłego już Gustava Mahlera. W listach, które Kokoschka pisał do Almy, podczas jej pobytu w Scheveningen w maju 1912 roku, zaklinał ją, aby wszystkie swoje myśli, kierowała tylko ku niemu. Kiedy była w Wiedniu, pełnił czasami straż przed jej mieszkaniem, by się upewnić, że nie przyjmuje tam żadnych mężczyzn. Po jej drugim wyjeździe do Scheveningen latem 1912 roku, Kokoschka wręcz zażądał od Almy, aby wycofała się z życia towarzyskiego i była wyłącznie dla niego.
Adolf Loos, bliski znajomy Oskara Kokoschki ostrzegał go przed Almą i jej złym wpływem na niego. Także matka malarza była zdecydowanie przeciwna temu związkowi. Mimo to Kokoschka silnie zabiegał o to, aby związek związać małżeńskim węzłem. Prawdopodobnie już w lipcu 1912 roku Alma była z nim w ciąży. Jednak w październiku pozbyła się dziecka. Zadała tym wielki ból Kokoschce, który poświęcił tej tematyce dwie swoje prace: „Alma Mahler z dzieckiem i śmiercią”, oraz „Alma bawiąca się flakami Kokoschki”, które dzisiaj znajdują się w Kolekcji Essl w Klosterneuburgu.
W tym czasie Alma utrzymywała nadal listowny kontakt z Gropiusem. Swój związek z Kokoschką utrzymywała w tajemnicy. Jednak w 1913 roku Gropius zobaczył podczas 26 Wystawy Berlińskiej Secesji (dzisiaj Muzeum Folkwang, Essen) obraz Kokoschki, który przedstawiał Almę w czerwonym szlafroku wyciągającą ręce w kierunku Oskara Kokoschki. Po tym wydarzeniu kontakt listowy z Gropiusem urwał się.
Ale również związek Almy z Kokoschką ulegał ochłodzeniu. Ponieważ nadal nalegał na małżeństwo, zaczęła go unikać wyjeżdżając w długie podróże w towarzystwie Lilly Lieser, jednej z nielicznych swoich przyjaciółek. Z końcem 1913 i z początkiem 1914 roku Kokoschka namalował szeroki na cztery metry fresk, który ozdobił komin w ich letnim domku w austriackiej gminie Breitenstein w rejonie Semmering. Tematem fresku był, jak przedtem, związek z Almą. Związek jednak ulegał rozpadowi. W listach Kokoschka zarzucał Almie powierzchowność i wewnętrzną pustkę.
W maju 1914 roku Alma napisała w swoim dzienniku, że z jej strony związek z Kokoschką jest skończony. W kilku następnych miesiącach bliższe związki nawiązała z przemysłowcem Carlem Reininghausem i kompozytorem Hansem Pfitznerem. Ostatecznie koniec ich związku nastąpił w pierwszym roku I wojny światowej. Oskar Kokoschka zaciągnął się dobrowolnie do wojska, i dzięki wstawiennictwu Adolfa Loosa dostał się do najbardziej prestiżowego pułku kawalerzystów monarchii austro-węgierskiej. Aby wstąpić do pułku potrzebował konia, którego zakupił z pieniędzy uzyskanych ze sprzedaży obrazu „Narzeczona na wietrze”. Obraz ten przedstawia parę kochanków, którzy noszą wszelkie znamiona Oskara Kokoschki i Almy. Dzisiaj obraz ten znajduje się w Muzeum Sztuki w Bazylei.

## Walter Gropius
Jeszcze będąc w związku z Kokoschką, w lutym 1915 roku w towarzystwie Lilly Lieser Alma wyjeżdża do Berlina, aby odwiedzić Gropiusa. Spotkanie było tak namiętne, że po powrocie do Wiednia, Alma martwiła się, że znowu może być w ciąży. W listach do Gropiusa zapewniała go o swojej miłości oraz chęci wyjścia za niego za mąż. W kwietniu 1915 roku zerwała kontakt listowny z Kokoschką, kiedy ten dobrowolnie zaciągnął się do wojska.
Ponieważ również Walter Gropius zgłosił się do służby wojskowej, Alma zaczęła w tym czasie przyjmować w salonie w swoim wiedeńskim mieszkaniu na Elisabethstrasse wielu artystów.
18 sierpnia 1915 roku Walter Gropius i Alma zawarli ślub w Berlinie. Gropius otrzymał w tym celu przepustkę, lecz po dwóch dniach musiał zgłosić się ponownie na front. 29 sierpnia Kokoschka został poważnie ranny na froncie. W Wiedniu rozeszła się nawet plotka o jego śmierci. Na wieść o tym Alma udała się do pracowni Kokoschki, aby zabrać listy, które do niego napisała, jak również szkice i rysunki, które miały z nią związek.
Oliver Hilmes w swojej Biografii Almy Mahler-Werfel uważa, że małżeństwo pomiędzy Gropiusa i Almą od początku było skazane na porażkę. Według niego, Gropius żywił głębokie uczucie do Almy i miał nadzieję, że dzięki temu małżeństwo unormuje swoje poszarpane wojną życie. Z drugiej strony Hilmes uważa, iż Alma weszła w ten związek z powodu wewnętrznej pustki, towarzyskiej konwencji i dezorientacji.
Po ślubie Alma nadal mieszkała w Wiedniu i przyjmowała w swoim salonie znanych muzyków, dyrygentów i artystów. Uważała się przede wszystkim za wdowę po Gustavie Mahlerze, a małżeństwo z Gropiusem było dla niej degradacją społeczną. Chociaż oficjalnie przyjęła nazwisko Gropius, określała się jako Alma Gropius-Mahler bądź Mahler-Gropius. W listach do Gropiusa wyjaśniała, że nazwisko Mahler otwiera wszystkie drzwi świata.
5 października 1916 roku przyszła na świat ich córka, Manon. Gropius był w tym czasie na froncie.

### Rozstanie z Gropiusem
Pisarz, Franz Blei, przyprowadził 14 listopada 1917 roku 27-letniego Franza Werfla na wieczór towarzyski do salonu Almy. Dwa lata wcześniej Alma czytała jeden z jego wierszy, natomiast nie znała go osobiście. Werfel nie podobał się z wyglądu Almie, do tego był Żydem. Podzielał jednak jej zainteresowania muzyką. W następnych tygodniach odwiedził ją kilkakrotnie, aby wspólnie muzykować i stopniowo Alma zaczęła się nim interesować. Kiedy 15 grudnia Gropius wrócił na przepustkę do domu, Alma przyjęła go chłodno i wręcz wrogo. Wkrótce doszło między nimi do ostrej wymiany zdań. Przepustka Gropiusa skończyła się 30 grudnia i Alma odetchnęła z ulgą po jego wyjeździe.
Przypuszczalnie romans z Werflem rozpoczął się z końcem 1917 roku. Z początkiem 1918 roku Alma Mahler-Gropius była ponownie w ciąży, a co więcej była pewna, iż ojcem dziecka był Werfel. 2 sierpnia przyszedł na świat syn Martin Carl Johannes. Przedwczesny poród spowodowany był, jak to określiła sama Alma w swoich wspomnieniach, namiętnym stosunkiem seksualnym. Syn Martin zmarł 15 maja 1919 roku z powodu wodogłowia. Werfel czuł się winny spowodowania śmierci synka i bardzo z tego powodu cierpiał.
11 października 1920 roku Gropius i Alma rozwiedli się. Długo procesowali się o prawa opiekuńcze nad ich wspólną córką. Chociaż związek Almy z Werflem był już oficjalnie znany, Gropius przyjął na siebie winę rozpadu małżeństwa z Almą. Pozwolił się przyłapać in flagranti z prostytutką w pokoju hotelowym, aby z tego powodu nastąpił szybki rozwód.

## Małżeństwo z Franzem Werflem
W 1920 roku Alma oficjalnie rozwiodła się z Gropiusem. Pozostała przy Werflu i żyli w związku nieformalnym aż do roku 1929, kiedy wyszła za niego za mąż i przyjęła nazwisko „Mahler-Werfel”.

## Emigracja do Stanów Zjednoczonych
W roku 1938, po przyłączeniu Austrii do Rzeszy, Alma i Werfel, którzy byli Żydami, zmuszeni byli do ucieczki z Austrii i wyjazdu do Francji. Od roku 1938 aż do wiosny 1940 mieszkali w domu w Sanary-sur-Mer na Francuskiej Riwierze. Po inwazji Niemiec i zajęciu Francji podczas II wojny światowej, oraz masowych deportacjach Żydów i przeciwników Rzeszy do nazistowskich obozów koncentracyjnych, Alma i Werfel nie czuli się bezpiecznie we Francji i podjęli desperackie starania o emigrację do Stanów Zjednoczonych. W Marsylii skontaktował się z nimi Varian Fry, dziennikarz amerykański i emisariusz prywatnej amerykańskiej organizacji o nazwie Emergency Rescue Committee, która udzielała w tamtym okresie pomocy wielu intelektualistom i artystom, chcącym uciec z Francji. W Marsylii dołączył do nich również Heinrich Mann, jego żona Nelly, oraz bratanek Golo Mann, z którymi pozostali aż do przybycia do Ameryki. Ponieważ uzyskanie koniecznych wiz wyjazdowych było niemożliwe, Fry zorganizował całej piątce przedostanie się na piechotę przez Pireneje do Hiszpanii, aby w ten sposób uniknąć kontroli urzędników francuskich na granicy. Dla prawie siedemdziesięcioletniego Heinricha Mana i otyłego Franza Werfla, był to wysiłek ponad ich siły.

Z Hiszpanii, Alma i Franz wyjechali do Portugalii. W Barcelonie Fry zorganizował bilety samolotowe do Lizbony, a stamtąd wypłynęli do Nowego Jorku, do którego przybyli 13 października 1940 roku. Ostatecznie osiedlili się w Los Angeles.
Werfel był już trochę znany w Ameryce jako pisarz, lecz pełny sukces przyniosła mu dopiero powieść „Pieśń Bernadetty” („The Song of Bernadette”), sfilmowana w 1943 roku z udziałem Jennifer Jones, oraz powieść science fiction „Gwiazda Nienarodzonego” („Star of the Unborn”), opublikowana po jego śmierci. Podczas lat na obczyźnie Werfel cierpiał z powodu choroby serca. Zmarł na atak serca w Kalifornii w 1945 roku.

## Życie na wygnaniu w Ameryce
Alma Mahler i Franz Werfel osiedlili się w Los Angeles, gdzie mieszkało wielu niemieckich i austriackich emigrantów. Obok Thomasa Manna, Maxa Reinhardta, Alfreda Döblina, Arnolda Schönberga i Ericha Wolfganga Korngolda, mieszkał tam również Friedrich Torberg, który w następnych latach był blisko związany zarówno z Franzem, jak i Almą.
Ich sytuacja finansowa pozwalała na to, aby zamieszkać w dzielnicy willowej i zatrudnić kamerdynera, będącego jednocześnie szoferem i ogrodnikiem. Podobnie jak dawniej w Europie, przyjmowali w swoim domu wiele osobistości życia kulturalnego, częstymi gośćmi byli Tomasz Mann i jego żona Katia. W tym czasie Werfel wiele pracował nad swą powieścią o życiu Bernadety Soubirous „Pieśń Bernadetty”, która stała się w Ameryce bestsellerem; w ciągu kilku miesięcy sprzedano 400 000 egzemplarzy. Twentieth Century Fox zakupiła prawa do jej zekranizowania. W wielu gazetach amerykańskich pojawiały się recenzje powieści, a amerykańskie stacje radiowe emitowały wywiady z Werflem.
Ten sukces finansowy pozwolił Almie i Franzowi zakupić willę w Beverly Hills. Aby móc pisać, Werfel przeprowadził się do Santa Barbara. Oliver Hilmes przypuszcza, że te dłuższe rozstania pozwoliły, pomimo wielu różnic, wytrwać Almie i Franzowi w związku przez prawie 25 lat.
Niedaleko ich nowej posiadłości zamieszkiwali Friedrich Torberg, Ernst Deutsch, przyjaciel z lat młodości Werfla, małżeństwo Schönbergów, jak również małżeństwo Feuchtwangerów. Gościem w willi Almy Mahler-Werfel był również Erich Maria Remarque.
13 września 1943 roku Franz Werfel miał atak serca. Chociaż stan jego zdrowia uległ pewnemu polepszeniu z początkiem 1944 roku, 26 sierpnia 1945 Werfel miał kolejny atak, po którym nastąpił zgon. Alma nie wzięła udziału w pogrzebie.
W roku 1946 Alma Mahler-Werfel otrzymała obywatelstwo amerykańskie. Kilka lat później przeniosła się do Nowego Jorku, gdzie znana była w kręgach kulturalnych jako wybitna osobowość. Leonard Bernstein, wielbiciel muzyki Gustava Mahlera, nadmienił nawet podczas swoich wykładów wygłoszonych w 1973 roku, że Alma była obecna na kilku jego próbach. Bernstein uważał ją za „żyjące” ogniwo łączące z Mahlerem i Albanem Bergiem. Alma zmarła w 1964 roku.